# Heinkel HD 23
Хейнкель HD 23 (нем. Heinkel Doppeldecker 23) — немецкий истребитель, разработанный немецкой фирмой Heinkel.

## Создание первого варианта

### Создание и испытание
В 1926 году Императорский флот Японии объявил конкурс на создание нового палубного истребителя. Предложение было направлено в три фирмы, занимавшиеся выпуском самолетов - Mitsubishi, Aichi и Nakajima. Фирма Aichi, заказала проект в Германии в фирме Heinkel . В результате был создан самолёт, получивший обозначение HD 23 в Германии и Aichi Type H в Японии. Масса самолёта была около двух тонн. На HD 23 был установлен двигатель BMW VI (600 л. с.). Первый истребитель HD 23 поднялся в воздух в Варнемюнде в 1927 году. Пройдя испытания в Германии, он в августе того же года был погружен на корабль и отправлен в Японию.

### Описание
HD 23 имел герметичный фюзеляж, сбрасываемые шасси, аварийный слив топлива и двухлопастный винт. Силовой набор крыльев деревянный, в хвостовой части фюзеляжа применен металлический профиль. Обшивка крыльев тканевая, за исключением нижней поверхности нижнего крыла, выполненной из фанеры, пропитанной специальным лаком. Обшивка фюзеляжа за исключением оперения была дюралевой. Для герметизации нижней части корпуса пришлось отказаться от традиционного радиатора. Два радиатора были размещены по бортам фюзеляжа и выведены вертикально за кабиной пилота. Также имелась возможность аварийного слива топлива. HD 23 имел четыре точки привязки к катапульте.

## Создание второго варианта
Императорский флот Японии изменил требования спецификации в части взлетно-посадочных характеристик истребителя. Это потребовало пересмотра конструкции HD 23. В Японии на заводе Aichi были построены еще два прототипа. На новых HD 23 была установлена фиксированная щелевая закрылка, что позволило сократить величину пробега с 160 до 120 метров. Был заменен двигатель на Hispano-Suiza мощностью 450 л. с. Испытания истребителей HD 23 проходили в Японии вплоть до середины 1938 года. Императорский флот сделал выбор на истребитель фирмы Nakajima.

## Лётно-технические характеристики
| Модификация                  | HD 23                                      |
| Размах крыла, м              | 10,80                                      |
| Длина, м                     | 7,55                                       |
| Высота, м                    | 3,40                                       |
| Площадь крыла, м2            | 35,32                                      |
| Масса, кг                    |                                            |
| пустого самолета             | 1470                                       |
| нормальная взлетная          | 2070                                       |
| Тип двигателя                | 1 ПД BMW VIa                               |
| Мощность, л.с.               | 1 х 600                                    |
| Максимальная скорость , км/ч | 249                                        |
| Крейсерская скорость , км/ч  | 210                                        |
| Практическая дальность, км   |                                            |
| Скороподъемность, м/мин      | 455                                        |
| Практический потолок, м      | 6450                                       |
| Экипаж                       | 1                                          |
| Вооружение:                  | два передних 7,7-мм пулемета 2х30-кг бомбы |